# Nová Seninka

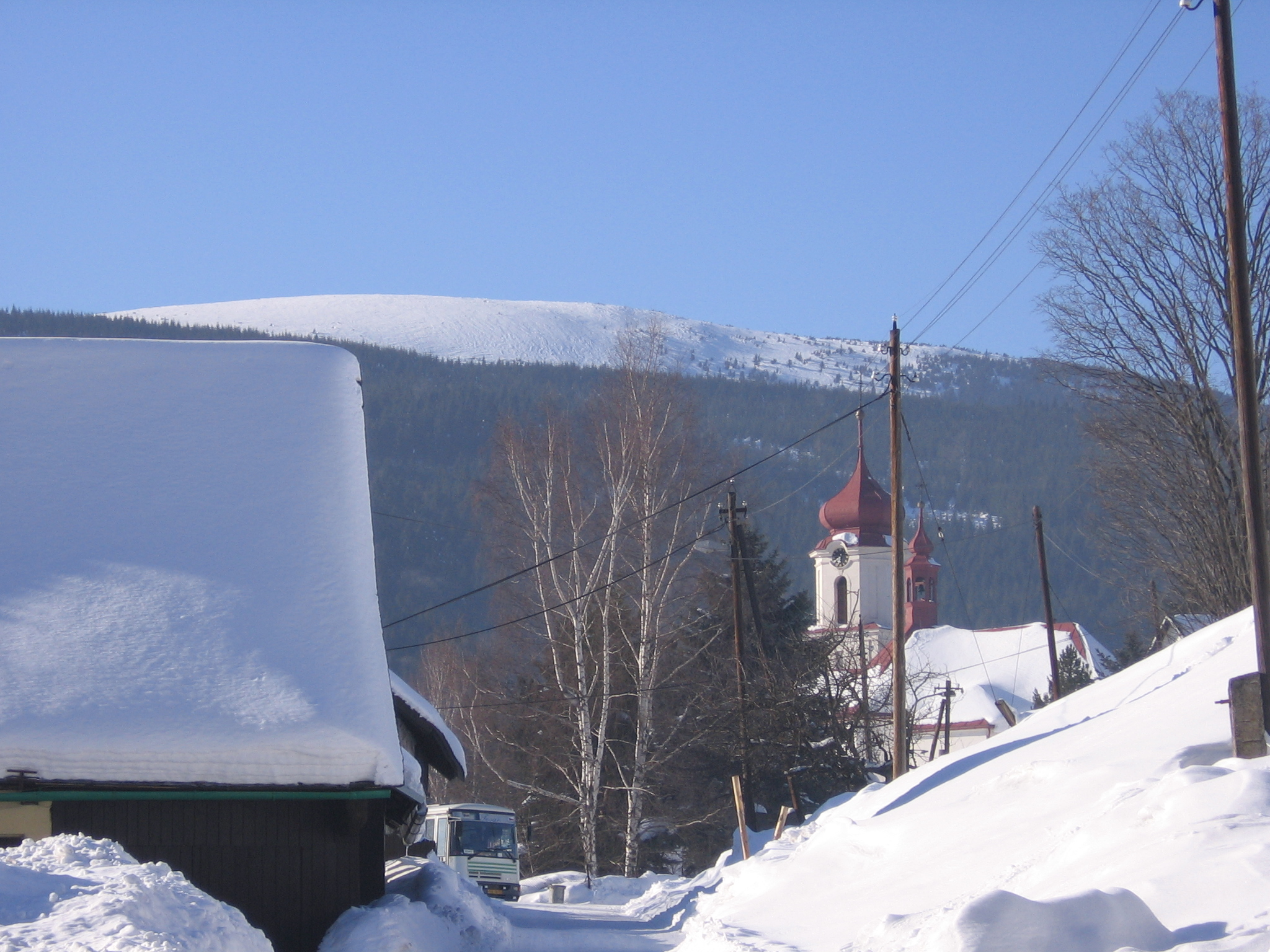
Blick über die Kirche zum Spieglitzer Schneeberg

Nová Seninka, bis 1948 Špiklice (deutsch Spieglitz) ist ein Ortsteil der Stadt Staré Město in Tschechien. Er liegt fünf Kilometer nordwestlich von Staré Město nahe der Grenze zu Polen und gehört zum Okres Šumperk.

## Geographie
Nová Seninka erstreckt sich im Glatzer Schneegebirge unterhalb des Platzenberger Passes (tschechisch Kladské sedlo; polnisch Przełęcz Płoszczyna) im Tal des Zrcadlový potok, eines rechten Zuflusses der Krupá. Westlich des Dorfes erheben sich der Králický Sněžník (Spieglitzer Schneeberg; 1425 m) und die Stříbrnicka (1250 m), im Südwesten die Sušina (Dürre Koppe, 1321 m) und im Osten die Kunčická hora (Kunzenberg, 943 m).
Entlang der Krupá führt eine Passstraße über den Platzenberger Pass nach Nowa Morawa.
Nachbarorte sind Nowa Morawa und Seninka im Norden, Javořina im Nordosten sowie Kamienica im Nordwesten, Kunčice und Květná im Südwesten sowie Nový Rumburk und Stříbrnice im Süden.

## Geschichte
Spieglitz wurde im 13. Jahrhundert an einer bedeutsamen Handelsverbindung zwischen Mähren und dem Glatzer Kessel über den Platzenberger Pass angelegt. Während der Hussitenkriege erlosch das Dorf und wurde 1561 durch die Herrschaft Goldenstein wiederbesiedelt. Im Dreißigjährigen Krieg erlosch die Pfarre Spieglitz, diese wurde 1784 wieder eingerichtet. 1766 wurde eine Dorfschule eingerichtet. 1860 lebten in dem Ort 700 Menschen.
Nach der Aufhebung der Patrimonialherrschaften bildete Spieglitz eine politische Gemeinde im Bezirk Mährisch Schönberg. 1930 lebten in Spieglitz 437 Menschen.
Infolge des Münchner Abkommens wurde die Gemeinde 1938 dem Deutschen Reich zugeschlagen und gehörte bis 1945 zum Landkreis Mährisch Schönberg. 1939 hatte Spieglitz nach der Vertreibung der tschechischen Minderheit nur noch 363 Einwohner. Nach dem Zweiten Weltkrieg erfolgte die Vertreibung der deutschen Bewohner.
1948 erhielt die Gemeinde Špiklice den neuen Namen Nová Seninka. 1961 erfolgte die Eingemeindung nach Stříbrnice und 1976 mit diesem zusammen nach Staré Město.

## Ortsgliederung
Zum Ortsteil Nová Seninka gehören die Ansiedlungen Javořina (Urlich) und Seninka.

## Sehenswürdigkeiten
- Pfarrkirche Johannes des Täufers, frühbarocker Bau aus dem 18. Jahrhundert
- Kapelle, westlich des Dorfes im Wald
- Bauten in Volksbauweise aus der zweiten Hälfte des 19. Jahrhunderts und denkmalgeschützter Speicher

## Söhne und Töchter des Ortes
- Marta Marková (* 1947), österreichische Publizistin und Journalistin